# Liste der Biografien/Ors
Liste der Biografien |
Portal Biografien |
Personensuche
# |
A |
B |
C |
D |
E |
F |
G |
H |
I |
J |
K |
L |
M |
N |
O |
P |
Q |
R |
S |
T |
U |
V |
W |
X |
Y |
Z |
?
 
Oa |
Ob |
Oc |
Od |
Oe |
Of |
Og |
Oh |
Oi |
Oj |
Ok |
Ol |
Om |
On |
Oo |
Op |
Oq |
Or |
Os |
Ot |
Ou |
Ov |
Ow |
Ox |
Oy |
Oz
 
Ora |
Orb |
Orc |
Ord |
Ore |
Orf |
Org |
Orh |
Ori |
Orj |
Ork |
Orl |
Orm |
Orn |
Oro |
Orp |
Orr |
Ors |
Ort |
Oru |
Orv |
Orw |
Orx |
Ory |
Orz
Die Liste der Biografien führt alle Personen auf, die in der deutschsprachigen Wikipedia einen Artikel haben. Dieses ist eine Teilliste mit 129 Einträgen von Personen, deren Namen mit den Buchstaben „Ors“ beginnt.

## Ors
- Ors, Álvaro d’ (1915–2004), spanischer Rechtswissenschaftler und Klassischer Philologe
- Ors, Eugenio d’ (1881–1954), spanischer Schriftsteller, Journalist, Philosoph, Essayist und Kunstkritiker

### Orsa
- Orság, Jiří (* 1989), tschechischer Gewichtheber
- Orsanic, Daniel (* 1969), argentinischer Tennisspieler
- Oršanić, Vlatka (* 1958), kroatische Opernsängerin (Sopran) und Gesangspädagogin
- Orsato, Daniele (* 1975), italienischer Fußballschiedsrichter
- Orsay, Alfred d’ (1801–1852), französischer Karikaturist

### Orsb
- Orsbeck, Dietrich von († 1626), Domherr in Münster und Paderborn
- Orsbeck, Johann Hugo von (1634–1711), deutscher römisch-katholischer Geistlicher; Bischof von Speyer (1675–1711); Erzbischof und Kurfürst von Trier (1676–1711)Johann Hugo von Orsbeck (1634–1711)

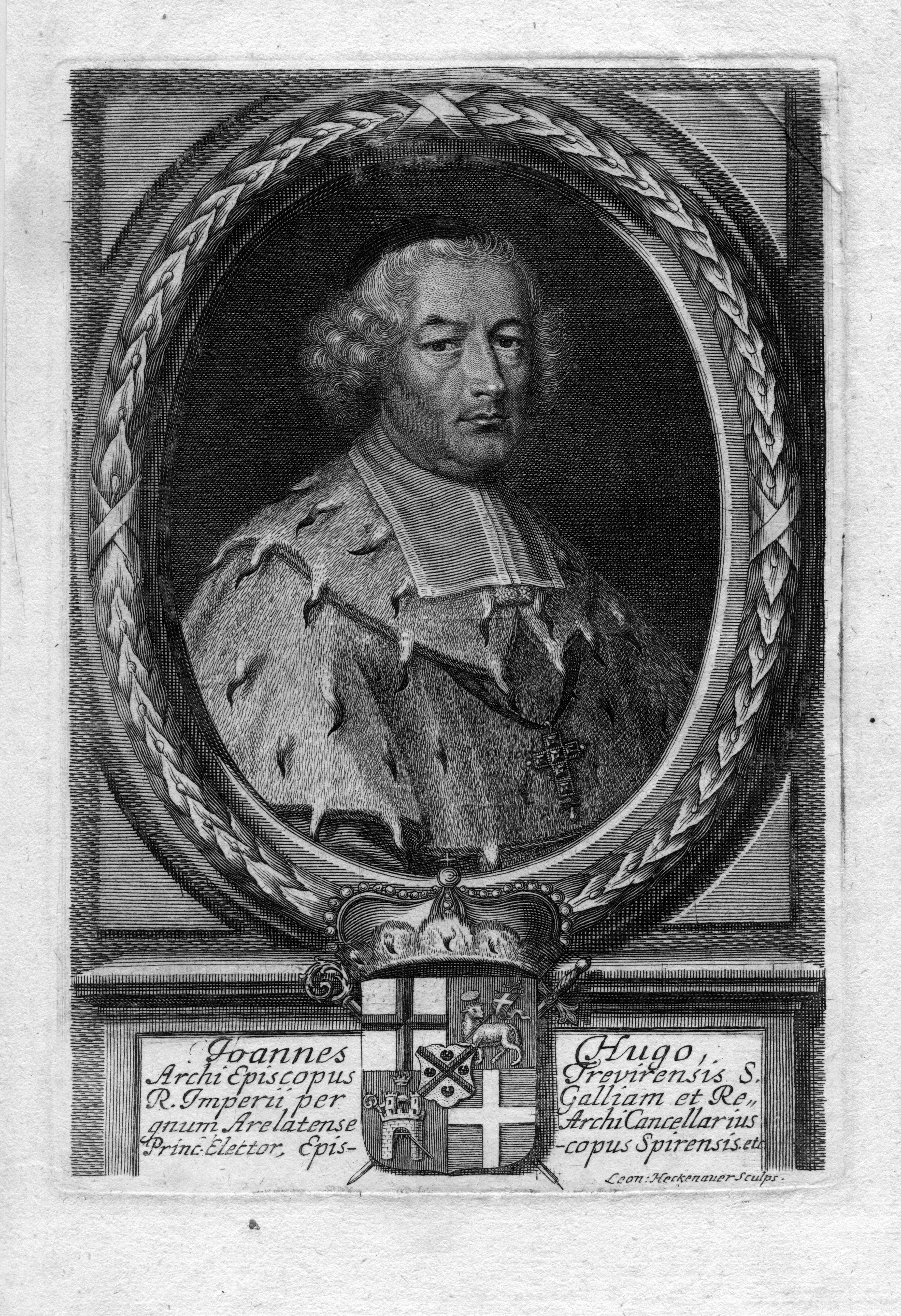
Johann Hugo von Orsbeck (1634–1711)

### Orsc
- Orschall, Johann Christian († 1684), deutscher Metallurge und Alchemist
- Orschanski, Isaak Grigorjewitsch (1851–1923), russischer Psychiater
- Orschel, Marina (* 1937), deutsche Schönheitskönigin und Schauspielerin
- Orschiedt, Jörg (* 1963), deutscher Prähistoriker und Fachbuchautor
- Orschler, Johann Georg († 1777), schlesischer Komponist und Violinist
- Orschmann, Dina (* 1998), deutsche Fußballspielerin

### Orse
- Orsen, Jack, Rapper
- Orsenigo, Cesare (1873–1946), italienischer Geistlicher, Apostolischer Nuntius in Deutschland
- Orsenna, Érik (* 1947), französischer Schriftsteller und Wissenschaftler
- Orseolo, Domenico, Doge von Venedig
- Orseolo, Hicela, Tochter
- Orseolo, Orso († 1049), Bischof von Torcello, Patriarch von Grado
- Orseolo, Ottone (993–1032), Doge von Venedig (1009–1026)
- Orser, Brian (* 1961), kanadischer Eiskunstläufer
- Orser, Earl (1928–2004), kanadischer Geschäftsmann
- Orser, Leland (* 1960), US-amerikanischer SchauspielerLeland Orser (* 1960)

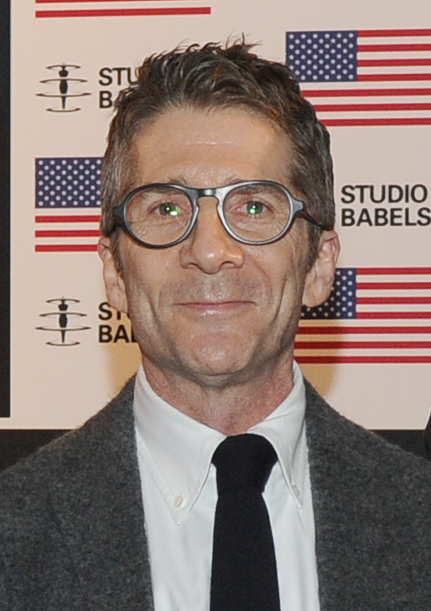
Leland Orser (* 1960)

### Orsh
- Orshansky, Mollie (1915–2006), US-amerikanische Wirtschaftswissenschaftlerin und Statistikerin
- Orsho, Dima (* 1975), syrische Komponistin, Sopranistin und Musikerin

### Orsi
- Orsi de Orsini, Giovanni Domenico (1634–1679), böhmischer Architekt
- Orsi Mangelli, Paolo (1762–1846), italienischer Kardinal der Römischen Kirche
- Orsi Toth, Reka (* 1999), italienische Beachvolleyballspielerin
- Orsi Toth, Viktoria (* 1990), italienische Volleyball- und Beachvolleyballspielerin
- Orsi, Benedetta (* 2000), italienische Fußballspielerin
- Orsi, Fernando (* 1959), italienischer Fußballspieler und -trainer
- Orsi, Giovanni Batista, italienischer Baumeister und Architekt des Barock
- Orsi, Giuseppe (* 1945), italienischer Manager
- Orsi, Marco (* 1990), italienischer Freistilschwimmer
- Orsi, Paolo (1859–1935), italienischer Prähistoriker und Klassischer Archäologe
- Orsi, Pietro (1863–1943), italienischer Politiker, ernannter Bürgermeister (Podestà) Venedigs (1926–1929)
- Orsi, Raimundo (1901–1986), argentinisch-italienischer Fußballspieler
- Orsi, Yamandú (* 1967), uruguayischer PolitikerYamandú Orsi (* 1967)

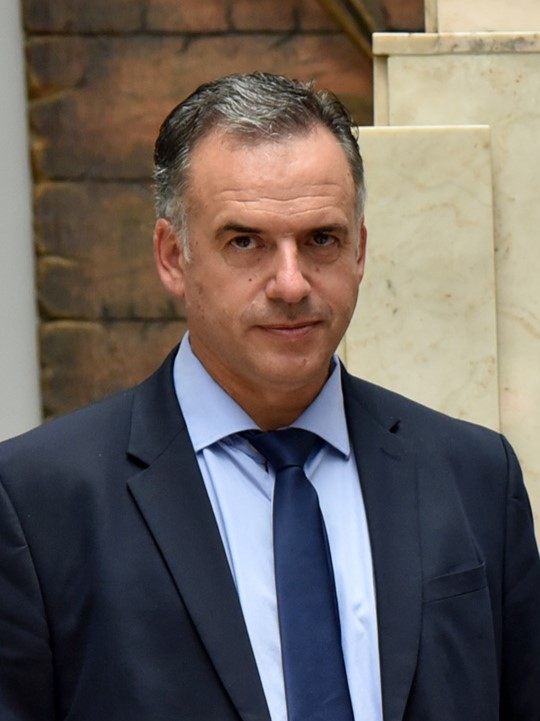
Yamandú Orsi (* 1967)

- Oršić, Krsto II. (1718–1782), kroatischer Adliger, Politiker und Militär
- Oršić, Mislav (* 1992), kroatischer Fußballspieler
- Orsini Baroni, Luca (1871–1948), italienischer Diplomat
- Orsini del Balzo, Caterina († 1432), Gräfin von Copertino
- Orsini del Balzo, Gabriele (1404–1453), Herzog von Venesa
- Orsini del Balzo, Giovanni Antonio († 1463), Graf mehrerer Besitzungen
- Orsini del Balzo, Raimondo († 1406), Fürst von Tarent
- Orsini, Alessandro (1592–1626), italienischer Kardinal der Römischen Kirche
- Orsini, Alfonsina (1472–1520), Ehefrau von Piero dem Unglücklichen
- Orsini, Camillo (1492–1559), italienischer Condottiere
- Orsini, Carlotto (1522–1554), Condottiere der italienischen Renaissance und Herr von Mugnano
- Orsini, Clarice (1453–1488), Ehefrau von Lorenzo il MagnificoClarice Orsini (1453–1488)

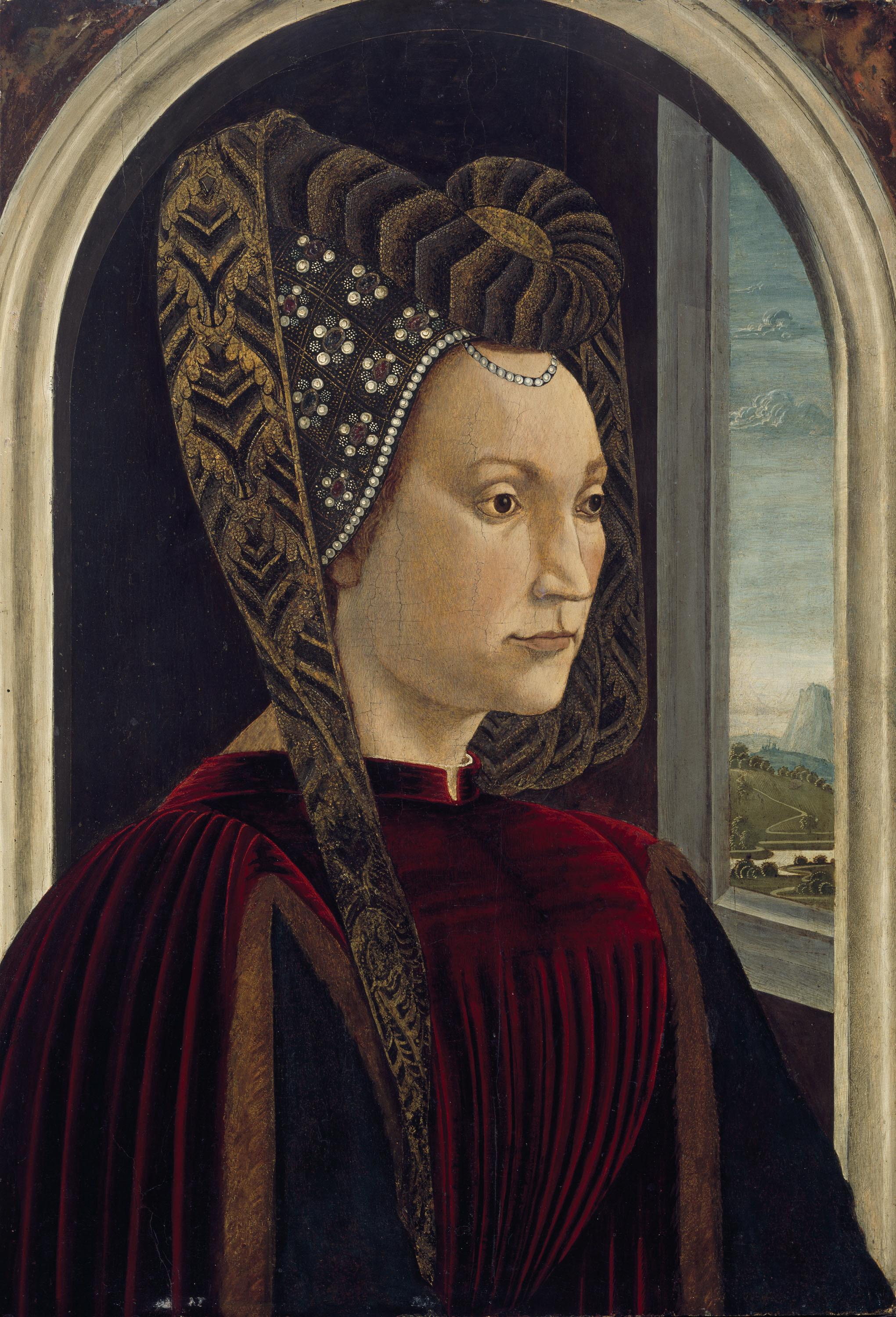
Clarice Orsini (1453–1488)

- Orsini, Felice (1819–1858), italienischer Rechtsanwalt; Attentäter auf Napoleon III.
- Orsini, Flavio (1532–1581), Kardinal der katholischen Kirche
- Orsini, Francesco (1455–1503), 4. Herzog von Gravina in Apulien, Condottiere
- Orsini, Franciotto (1473–1534), italienischer römisch-katholischer Bischof
- Orsini, Fulvio (1529–1600), italienischer Späthumanist, Altertumsforscher und Bibliothekar
- Orsini, Gentile Virginio († 1497), italienischer Condottiere und Herr von Bracciano
- Orsini, Gerolama († 1570), Gemahlin von Pier Luigi II. Farnese, dadurch Herzogin von Parma, Piacenza und Castro
- Orsini, Giacomo († 1379), italienischer Kardinal der Römischen Kirche
- Orsini, Giordano († 1287), italienischer Kardinal
- Orsini, Giovanni Battista († 1476), Großmeister der Johanniter
- Orsini, Giovanni Battista († 1503), Kardinal der Römischen Kirche
- Orsini, Giovanni II. († 1335), Pfalzgraf von Kephalonia und Fürst von Epirus
- Orsini, Latino (1411–1477), italienischer Kardinal der Römischen Kirche
- Orsini, Leone (1512–1564), italienischer römisch-katholischer Bischof
- Orsini, Maio I., Pfalzgraf von Kefalonia und Zakynthos
- Orsini, Maio II., Pfalzgraf von Kefalonia und Zakynthos
- Orsini, Maria Felicia (1600–1666), Herzogin von Montmorency
- Orsini, Matteo († 1340), Kardinal der katholischen Kirche
- Orsini, Matteo Rosso, römischer Senator
- Orsini, Matteo Rubeo († 1305), Kardinal
- Orsini, Napoleone († 1342), stadtrömischer Geistlicher und Kardinal der römischen Kirche
- Orsini, Nicolás (* 1994), argentinischer Fußballspieler
- Orsini, Orso († 1479), italienischer Condottiere und Adliger
- Orsini, Paolo († 1503), Adliger und Condottiere
- Orsini, Paolo Giordano I. (1541–1585), Herzog von Bracciano
- Orsini, Poncello († 1395), Kardinal der Römischen Kirche
- Orsini, Riccardo, Pfalzgraf von Kefalonia und Zakynthos, Graf von Gravina
- Orsini, Tommaso († 1390), italienischer Kardinal der Römischen Kirche
- Orsini, Umberto (* 1934), italienischer Schauspieler
- Orsini, Valentino (1927–2001), italienischer Drehbuchautor und Filmregisseur
- Orsini, Vicino (1523–1585), italienischer Adliger, Offizier und Philosoph
- Orsini, Virginio (1572–1615), zweiter Herzog von Bracciano
- Orsini, Virginio (1615–1676), italienischer Geistlicher und Kardinal der Römischen Kirche
- Orsini-Rosenberg, Felix (1929–2020), österreichischer Architekt
- Orsini-Rosenberg, Ferdinand von (1790–1859), österreichischer Offizier und Politiker, Landtagsabgeordneter
- Orsini-Rosenberg, Franz Andrä von (1653–1698), österreichischer Adliger und Politiker
- Orsini-Rosenberg, Franz Seraph von (1761–1832), österreichischer Adeliger und General
- Orsini-Rosenberg, Franz Xaver Wolfgang von (1723–1796), österreichischer Diplomat und kaiserlicher Berater; Obersthofmeister der Toskana; Obersthofmeister und Minister der Habsburgermonarchie
- Orsini-Rosenberg, Friedrich von (1801–1887), österreichischer Offizier und Politiker, Landtagsabgeordneter
- Orsini-Rosenberg, Heinrich von (1848–1929), österreichischer Großgrundbesitzer und Politiker, Landtagsabgeordneter
- Orsini-Rosenberg, Johanna (* 1968), österreichische Theater-, Film- und FernsehschauspielerinJohanna Orsini-Rosenberg (* 1968)

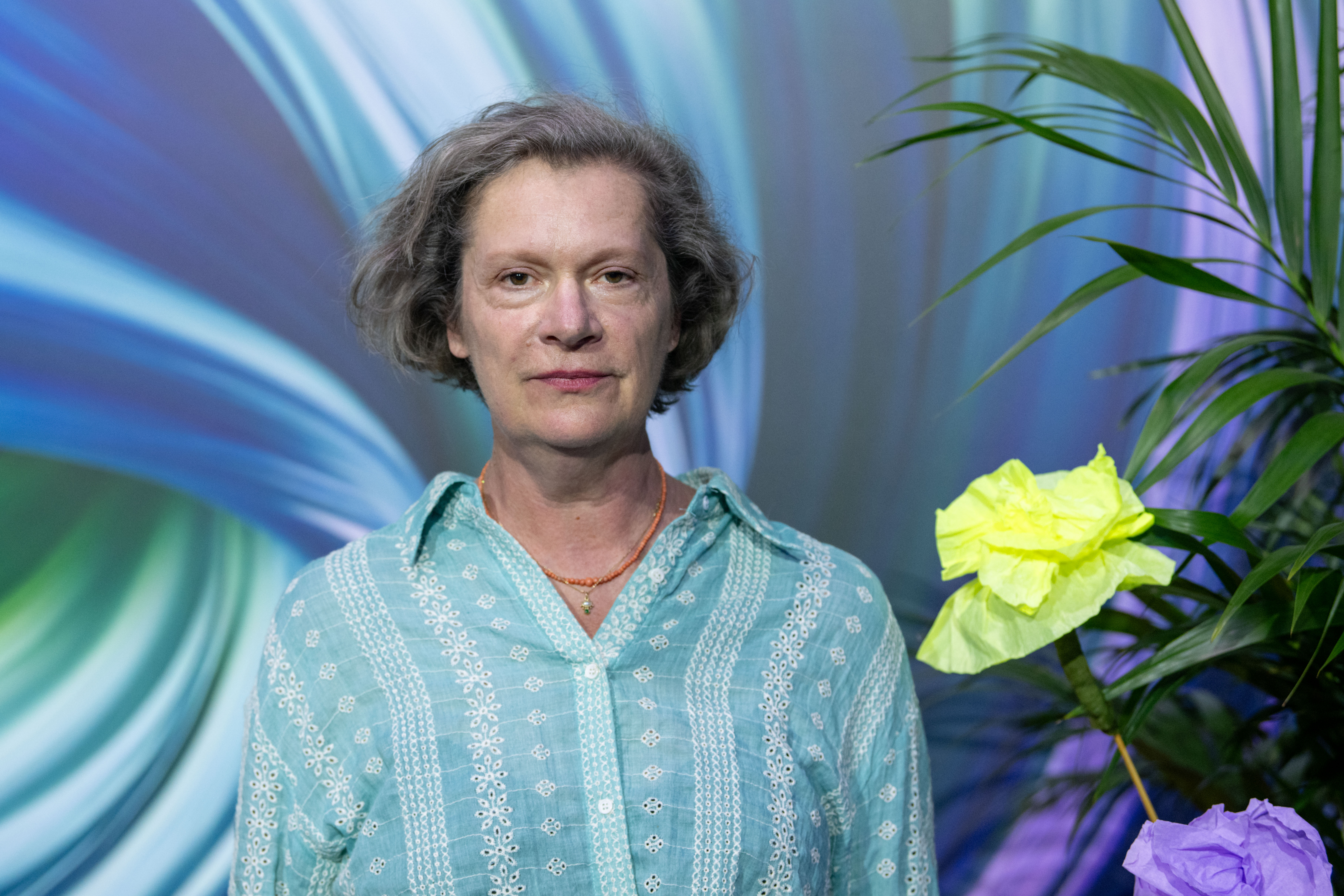
Johanna Orsini-Rosenberg (* 1968)

- Orsini-Rosenberg, Vinzenz von (1722–1794), österreichischer Adliger und Politiker
- Orsini-Rosenberg, Wolfgang Philipp von (1734–1821), österreichischer Adliger
- Orsini-Rosenberg, Wolfgang Sigismund von (1682–1739), österreichischer Adeliger und Politiker

### Orsk
- Orska, Maria (1893–1930), Theater- und Kinoschauspielerin
- Ørskov, Frits (1922–2015), dänischer Mikrobiologe
- Ørskov, Ida (1922–2007), dänische Medizinerin und Bakteriologin

### Orsm
- Orsmond, Reginald Joseph (1931–2002), südafrikanischer Bischof

### Orso
- Orso II. Particiaco († 932), Doge von Venedig (912–932)
- Orso, Anna (1938–2012), italienische Schauspielerin
- Orsó-Ferling, Bernadett (* 1977), ungarische Handballspielerin
- Orsolics, Hans (* 1947), österreichischer Boxer und Sänger
- Orsolini, Riccardo (* 1997), italienischer Fußballspieler
- Orsolino, Domenico († 1700), Maurermeister und Grazer Stadtbaumeister
- Orsolino, Giovanni Battista, Architekt und Baumeister
- Orsolino, Pietro († 1680), Architekt, Baumeister und Maurermeister
- Orsoni, Giorgio (* 1946), italienischer Rechtsanwalt und Politiker
- Orsós, Ferenc (1879–1962), ungarischer Rechtsmediziner
- Orsouw, Marc van (* 1964), niederländischer Radrennfahrer
- Orsouw, Michael van (* 1965), Schweizer Historiker und Schriftsteller
- Orsoy, Goswin von († 1515), deutscher Theologe und Politiker, erster Kanzler der Universität Wittenberg

### Orst
- Ørstavik, Hanne (* 1969), norwegische Schriftstellerin
- Ørsted Pedersen, Niels-Henning (1946–2005), dänischer Jazzbassist und Instrumentalist
- Ørsted, Anders Sandøe (1778–1860), Ministerpräsident von Dänemark
- Ørsted, Anders Sandøe (1816–1872), dänischer Botaniker und Zoologe
- Ørsted, Hans Christian (1777–1851), dänischer Physiker und ChemikerHans Christian Ørsted (1777–1851)

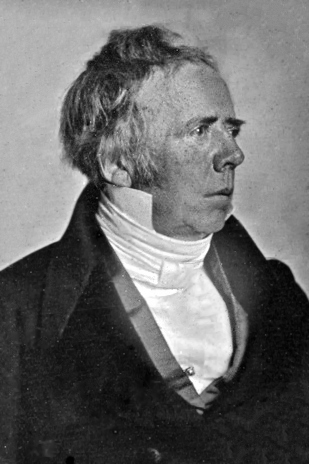
Hans Christian Ørsted (1777–1851)

- Ørsted, Hans-Henrik (* 1954), dänischer Radsportler

### Orsu
- Oršula, Dušan (* 1979), slowakischer Skispringer
- Oršula, Filip (* 1993), slowakischer Fußballspieler
- Oršulová, Lucie (* 1975), tschechische Skibergsteigerin

### Orsz
- Orszag, Peter R. (* 1968), US-amerikanischer Wirtschaftswissenschaftler und Regierungsbeamter
- Orszag, Steven (1943–2011), US-amerikanischer Physiker und Mathematiker
- Országh, Ádám (* 1989), ungarischer Handballspieler
- Országh, Sándor (1836–1902), ungarischer Stadtplaner und Politiker
- Országh, Tivadar (1901–1963), ungarischer Geiger, Komponist und Hochschullehrer
- Országh, Vladimír (* 1977), slowakischer Eishockeyspieler
- Orszulik, Alojzy (1928–2019), polnischer Ordensgeistlicher, römisch-katholischer Bischof von Łowicz